# Karim Soltani
Karim Soltani (arabisch كريم سلطاني; * 24. August 1984 in Brest) ist ein ehemaliger algerisch-französischer Fußballspieler.

## Karriere
Karim Soltani wechselte im Alter von 15 Jahren in die Jugendabteilung von Stade Brest. Nach zwei Jahren wechselte er zum Le Havre AC.
Anschließend wechselte er 2005 zu VVV-Venlo, wo er seine ersten Liga-Spiele als Profi absolvierte.
2008 wurde er dann von ADO Den Haag verpflichtet.
Im Sommer 2010 wechselte er nach Griechenland zu Iraklis Thessaloniki, doch bereits nach einer Saison verließ er den Verein wieder und unterschrieb einen Vertrag beim Stadt-Konkurrenten Aris Thessaloniki.
Nach zwei Jahren in Griechenland wechselte er im August 2012 zum amtierenden algerischen Meister ES Sétif. Dort wurde sein Vertrag, wegen Differenzen um die Höhe des Gehalts, nach nur drei Monaten wieder aufgelöst.
Kurz darauf kehrte er nach Griechenland zurück und schloss sich Skoda Xanthi an, wo er einen bis Juni 2015 datierten Vertrag unterschrieb.
Dieser wurde im Frühjahr 2015 um ein weiteres Jahr verlängert.